# Altoire

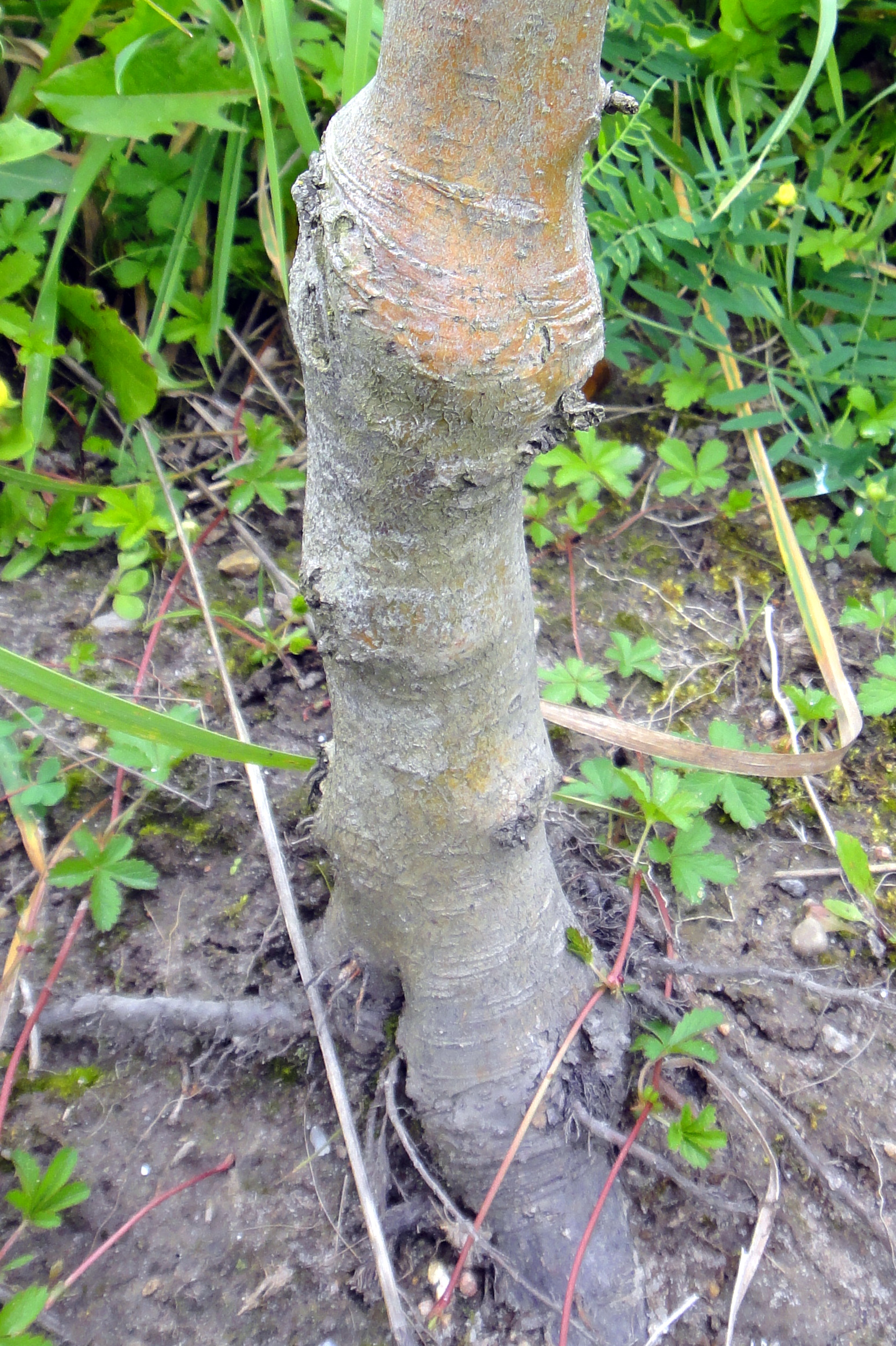
Altoi al unei specii de măr pe un port-altoi al unei alte specii de măr, mult mai rezistent la condițiile climatice locale.

Altoirea (din maghiară oltvány; regional în Banat și Transilvania oltuire) este procedeul tehnic din agricultură, horticultură și silvicultură de a conecta diferite țesuturi ale unor plante diferite, de obicei lemnoase, pentru a putea crește împreună și a produce exemplare mai versatile și mai adaptate scopurilor urmărite.
Planta care susține procesul de coexistență, prin rădăcini și colet, sau chiar printr-un trunchi, alimentând țesuturile oaspete se numește port-altoi (sau port altoi), iar partea adăugată, cea constând din ramuri, frunze și flori (la dezvoltare completă) se numește altoi.
Procedeul altoirii este una dintre modalitățile de propagare și înmulțire asexuată a plantelor adesea folosită, fiind utilizată frecvent în agricultură, grădinărit, horticultură, peisagistică, silvicultură. În natură, există diverse exemple de altoire naturală.

## Istoric
Procedeul de altoire este vechi de când omul a inventat agricultura, fiind menționat, direct sau indirect, de-a lungul istoriei scrise a umanității.

## Avantaje

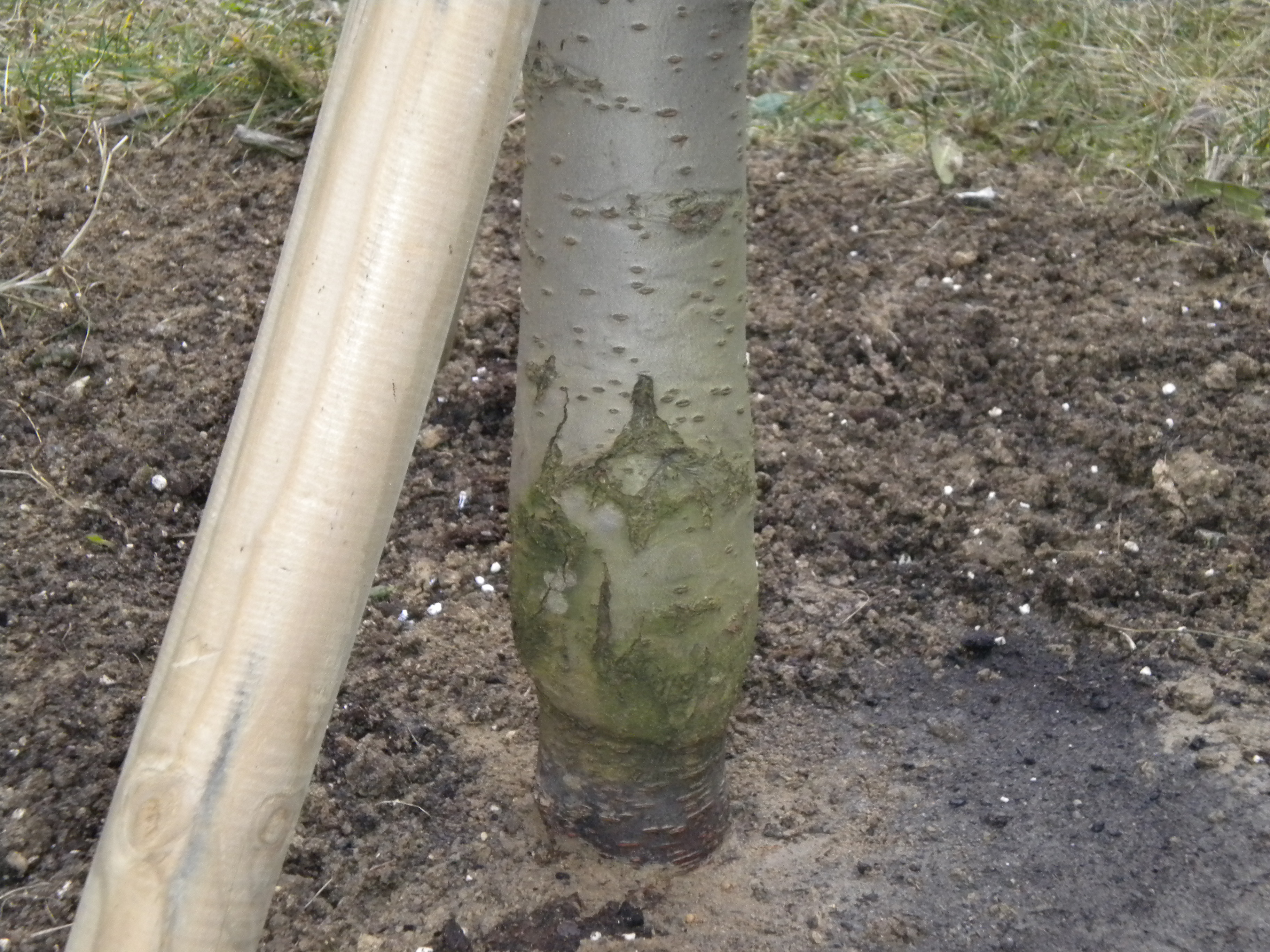
Un anumit altoi atașat prin altoire unui port altoi care este un prun. Altoiul este mai mare în diametru decât planta de susținere, semn de altoire nereușită.

- Precocitate — Abilitatea de crea starea de înflorire și de fructificare mult mai rapid, fără a trece prin faza juvenilă de creștere este o calitate. Starea de tinerețe, fără capacitatea de a înflori și de a fructifica, este absolut necesară unei plante, și în special în cazul pomilor fructiferi.  Starea respectivă poate dura orice între 4 și 9 ani, depinzând de specie, climat, sol și alte condiții. În cazul nucului sau a unor plante și pomi fructiferi tropicali, această perioadă de așteptare a fructificării poate dura de la 10 până la 15 ani.  În schimb, altoirea unor altoi din plante mature productive poate scurta perioada de înflorire și fructificare la doar doi ani.
- Piticism — Pentru a induce rezistenta la frig, toleranța la variațiuni climatice și micsorarea dimensiunilor plantei rezultate se prefera un port altoi din varietati pitice sau semi-pitice, tolerante la variații climatice și chiar, uneori, varietăți semi-sălbatice. Spre exemplu, majoritatea merilor din livezile moderne sunt rezultatul altorii crengilor mature de doi ani pe plante port-altoi pitice sau semi-pitice, plantate mai dens.  Aceste plante produc mai multe fructe pe unitatea de suprafață, fructe de calitate mai ridicată și reduc pericolul de accidentare prin folosirea scărilor la întreținere și cules.
- Ușurința propagării - Intrucât altoiul este dificil de propagat prin alte mijloace tehnice horticole, așa cum este butașirea, aceasta metodă poate fi folosită la realizarea de cât mai mulți port altoi, în cazul speciilor la care metoda este eficientă. În același timp, folosirea combinată a butășirii și a altoirii la realizarea aceluiași produs final este de dorit întrucat altoirea este totuși, cea mai eficientă metodă de propagare a unui anumit tip de plantă dorit. [3]

## Factori care contribuie la realizarea unor altoiri de succes
- Compatibilitate între port altoi și altoi
- Alinierea vaselor și presiunea în cambium
- Realizarea și completarea altoirii la timpul potrivit
- Îngrijirea corectă a zonei realizării altoirii

## Unelte tipice altoirii

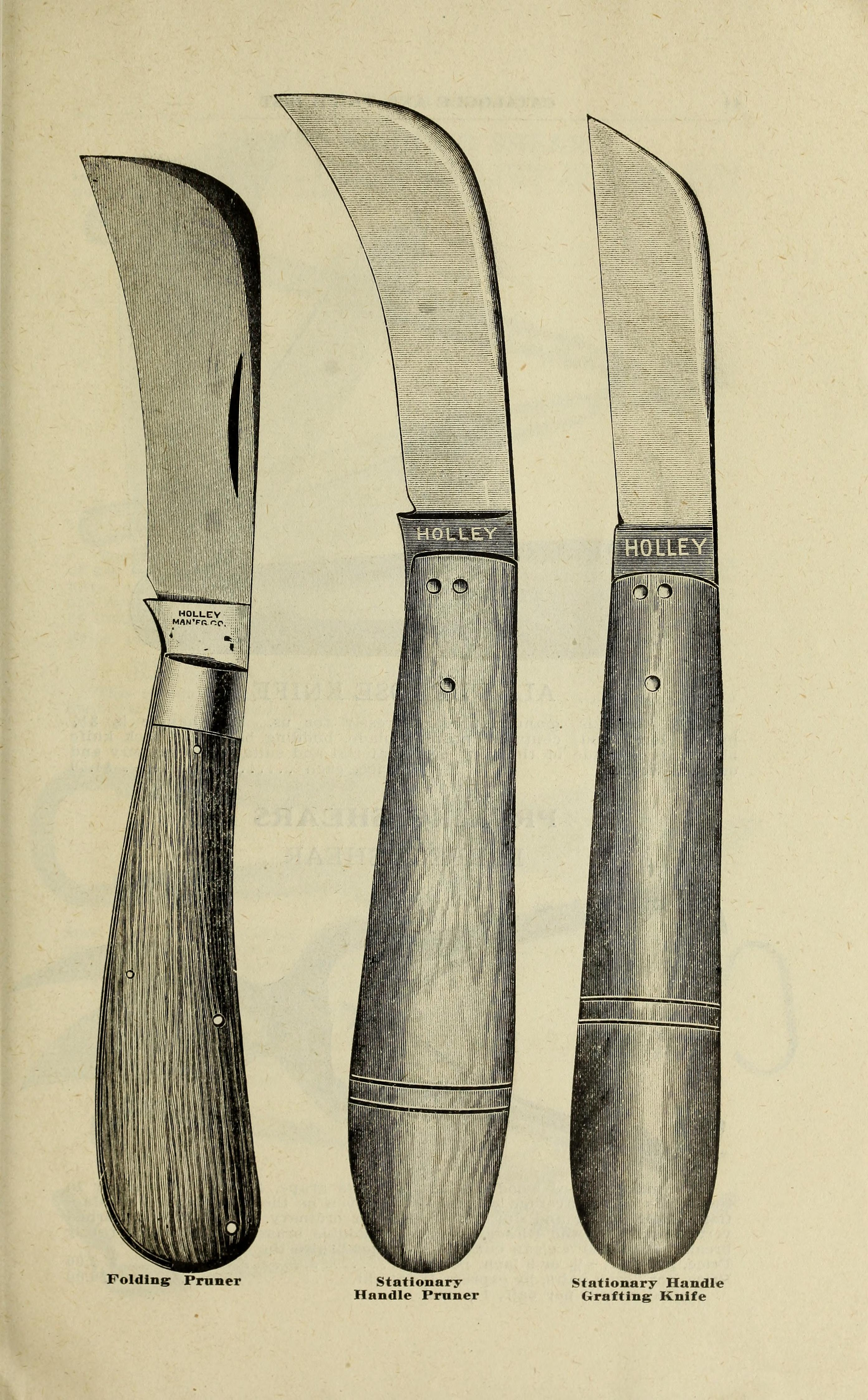
Prezentare a trei cuțite diferite de altoit, folosite în anii 1908-1909.

- Unelte de tăiat -
- Mijloace de dezinfectare -
- Materiale de legat și de suport [4]
- Mașini de altoit

## Alte articole tematice
- Butășire
- Drajonare și drajon
- Livadă
- Livezi intensive
- Marcotaj și marcotă
- Stolon
- en  Tree of 40 Fruit